# Maurizio Conti (ciclista)
Maurizio Conti (Imola, 14 ottobre 1962) è un ex ciclista su strada italiano.
Professionista dal 1984 al 1986, partecipò due volte al Giro d'Italia.

## Carriera
Da dilettante vinse il Nastro d'Oro nel 1983. Non ottenne vittorie da professionista. Partecipò a due edizioni del Giro d'Italia, classificandosi al ventottesimo posto nel 1986, quinto tra i giovani.

## Palmarès
- 1983

Nastro d'Oro

## Piazzamenti
Nessun piazzamento.

### Grandi Giri
- Giro d'Italia

1985: ritirato (10ª tappa)
1986: 28º